# رينا كاواي
رينا كاواي (هانغل: 廣瀬 李奈) هي ممثلة يابانية ومغنية سابقة، ولدت في 12 فبراير 1995 في كاناغاوا، اليابان. وهي عضو سابق في الفريق (أ) من مجموعة بنات المعبود الياباني (إيه كيه بي48).

## فيلموغرافيا

### أفلام
- جيكيجوبان شيريتسو باكاليا كوكي  [لغات أخرى]‏ [2] (13 أكتوبر 2012)
- ملاحظة الموت: أضيء العالم الجديد (2016) [3]
- اجين (2017)
- أحب الأكاذيب (2018) بدور كوكوها
- كوي نو شيزوكو (2018) بدور شيوري تاتشيبانا
- الرئيسية (2018)
- معلمي ، حبي (2018) بدور أوي ناكامورا
- فيلم بوكيمون الفيلم: قوتنا (2018) بدور ريسا (صوت)
- المنزل حيث تنام حورية البحر (2018)
- لا تبكي ، السيد أوجري (2019) بدور يوكينو
- حتى أقابل حب سبتمبر (2019)
- العشاء (2019) [4]
- ركوب موجتك (2019)
- الخطوة (2020)
- جيجوكو نو هانازونو (2021) [5]

## روابط خارجية
- رينا كاواي على موقع IMDb (الإنجليزية)
- رينا كاواي على موقع ميوزك برينز (الإنجليزية)
- رينا كاواي على موقع ديسكوغز (الإنجليزية)
- رينا كاواي على موقع قاعدة بيانات الفيلم (الإنجليزية)
- رينا كاواي على موقع ANN person (الإنجليزية)